# Karlskrona kustartilleriregemente
Karlskrona kustartilleriregemente (KA 2) var ett kustartilleriförband inom svenska marinen som verkade i olika former åren 1902–2000. Förbandsledningen var förlagd i Karlskrona garnison i Karlskrona.

## Historia
Karlskrona kustartilleriregemente (KA 2) bildades samtidigt som kustartilleriet skapades den 1 januari 1902 som ett vapenslag inom marinen. Karlskrona kustartilleriregemente bildades genom att Karlskrona artillerikår samt delar av det fasta minförsvaret (1. minörkompaniet) sammanslogs. Konungen bestämde de två kustartilleriregementena skulle bestå av nio kompanier, sju artillerikompanier och två minkompanier. Kompanierna numrerades i löpande följd Karlskrona kustartilleriregemente med jämna nummer och Vaxholms kustartilleriregemente med udda nummer. Vid samma tidpunkt satte regementet upp ett detachement i Göteborg, benämnt Karlskrona kustartilleriregementes detachement i Älvsborg (KA 2Ä).
Genom försvarsbeslutet 1914 antog riksdagen den så kallade flottplanen. Vilken bland annat innebar en modernisering av flottans fartyg, vilken skulle ske i fyra femårsetapper fram till 1934. Övningstiden för värnpliktiga inom marinen skulle uppgå till 360 dagar. Vidare tillfördes regementet en tredje bataljon, vilken blev en rörlig med hästanspänt artilleri. Detachementet i Göteborg avskiljdes och bildade den 1 januari 1915 Älvsborgs kustartillerikår (KA 3).
Inför försvarsbeslutet 1925 föreslog en försvarsutredning att kostnaderna inom försvaret skulle sänkas jämfört med försvarsbeslutet 1914. Det beslut som riksdagen antog medförde stora nedskärningar inom försvaret, bland annat i form av att ett större antal förband avvecklades. De regementen som kvarstod från 1928 reducerades med en bataljon. Den rörliga III. bataljonen vid Karlskrona kustartilleriregemente reducerades och omfattade från 1928 endast ett rörligt kompani, 9. kompaniet. Vidare tillfördes regementet återigen ett detachement i Göteborg, det då Älvsborgs kustartillerikår avvecklades den 30 oktober 1926, för att uppgå den 1 november 1926 i Karlskrona kustartilleriregemente, vilket bemannade Älvsborgs fästning.
Genom försvarsbeslutet 1942 avskiljdes detachementet i Göteborg, och bildade en egen myndighet under namnet Älvsborgs kustartilleriregemente. Vidare innebar försvarsbeslutet att fästningsorganisationen utgick och Blekinge kustartilleriförsvar (BK) bildades. Samtidigt underställdes regementet chefen för Blekinge kustartilleriförsvar, vilket medförde att vissa förvaltningsavdelningar överfördes dit.
Genom försvarsbeslutet 1948 fastställdes 1949 en ny organisation för bland annat kustartilleriet. För Karlskrona kustartilleriregemente innebar den nya organisationen den bataljon som tillkom under 1940-talet upplöstes samt att utbildningen på luftvärnskanon överfördes till de nybildade luftvärnet inom armén.
Inför regeringens proposition 1981/82:102 föreslog både överbefälhavaren och regeringen att de två myndigheterna Karlskrona kustartilleriregemente (KA 2) och Blekinge kustartilleriförsvar och Karlskrona försvarsområde (BK/Fo 15) skulle sammanslås till en myndighet i fredsorganisationen. Det mot bakgrund till den organisation som antagit vid Västkustens militärkommando med Älvsborgs kustartilleriregemente (MKV/KA 4) i Göteborg. Kustartilleriets anläggningar i Gräsvik föreslogs även lämnas, och utbildningsverksamheten förläggs till Rosenholm och Kungsholms fort. Bakgrunden till förslaget av en sammanslagning var på grund av besparingsskäl, där försvaret samt regeringen ansåg att den marina verksamheten på sydkusten kunde samordnas under en gemensam ledning. Den 24 februari 1982 antog riksdagen regeringens proposition. Den 1 juli 1983 trädde den nya organisationen i kraft, under namnet Blekinge kustartilleriförsvar och Karlskrona försvarsområde med Karlskrona kustartilleriregemente (BK/KA 2).
Den 1 juli 1990 genomfördes en större reform inom Marinen, då Sydkustens örlogsbas sammanslogs med Blekinge kustartilleriförsvar och Karlskrona försvarsområde med Karlskrona kustartilleriregemente (BK/KA 2) och bildade Sydkustens marinkommando. Den nya organisationen i Karlskrona bestod av sjöstridskrafterna och kustartilleriet, men även en för marinen och kustbevakningen gemensam sjöbevakningscentral. Inom Sydkustens marinkommando blev Blekinge kustartilleriförsvar med Karlskrona kustartilleriregemente en utbildningsenhet, men med egen regementsstab. Den 1 juli 1994 avskiljdes Blekinge kustartilleriförsvar med Karlskrona kustartilleriregemente (BK/KA 2) från Sydkustens marinkommando, och bildade Fjärde kustartilleribrigaden med Karlskrona kustartilleriregemente (KAB 4/KA 2). Den 1 januari 1998 ändrades namnet till Karlskrona kustartilleriregemente med andra kustartilleribrigaden (KA 2).
Inför försvarsbeslutet 2000 föreslog regeringen att den framtida grundorganisationen skulle innehålla två kustartilleriförband. Där ett av de två kustartilleriförbanden skulle utgöra en huvudenhet, där regeringen ansåg att Vaxholms kustartilleriregemente och Första kustartilleribrigaden (KA 1) skulle utgöra huvudenheten. Det med anledning till att förbandet hade en mycket god närheten till Stockholms skärgård, med övnings- och skjutfält med dimensionerande terrängtyper. Inget av de andra regementena ansågs sakna terrängförhållanden och infrastruktur för att utgöra en huvudenhet. Vilket regemente som skulle kvarstå vid sidan om KA 1, stod mellan Karlskrona kustartilleriregemente och Andra kustartilleribrigaden (KA 2), Gotlands kustartilleriregemente (KA 3) och Älvsborgs kustartilleriregemente (KA 4). KA 3 föll dock snabbt bort i processen, då verksamheten ansågs begränsad och att enheten saknade tillräckliga och lämpliga övningsområden. Angående KA 4 så ansågs även det ha begränsade övningsförutsättningar. KA 2 ansågs ha de bästa förutsättningar för att verka som en andra enheten vid sidan av KA 1. Dock ansåg regeringen att det var av stor betydelse Göteborg som Sveriges andra stad även hade en militär närvaro. Vidare ansåg regeringen med att behålla KA 4 skulle ge flottan möjlighet till fortsatt verksamhet för sjöstridsförbanden i Göteborg. Därav förslog regeringen att KA 1 och KA 4 skulle behållas i den nya grundorganisationen.
Genom försvarsbeslutet 2000 beslutades samtidigt att kustartilleriet skulle avvecklas i dess dåvarande form. De kvarvarande förbanden skulle få en annan inriktning än hittills. Därav ansåg regeringen att förbanden skulle benämnas amfibieregemente, och att vapenslaget kustartilleriet ändras till amfibiekåren. Därav kom Vaxholms kustartilleriregemente och Första kustartilleribrigaden (KA 1) att upplösas som kustartilleriförband den 30 juni 2000. Den 1 juli 2000 bildades i dess ställe amfibieförbandet Vaxholms amfibieregemente (Amf 1). Från den 1 november 2000 övergick verksamheten till en avvecklingsorganisation, fram till att avvecklingen skulle vara slutförd senast den 31 december 2001. Avvecklingsorganisationen upplöstes i sin tur den 30 juni 2001, då avvecklingen av förbandet ansågs slutförd.
Inför avvecklingen av regementet den 31 oktober 2000 var Karlskrona kustartilleriregemente det mest kompletta kustartilleriregementet, det enda som inte utbildades var attackdykare. I och med att Karlskrona kustartilleriregemente avvecklades försvann det rörliga artilleriet samt tung kustrobot. Karlskrona och Kungsholmen fick utbildningsansvaret för marinens bassäkerhetspluton. Denna kom att från och med 2007 att omlokaliseras till Göteborgs garnison som ett detachement till Första amfibieregementet (Amf 1).

### Viktiga datum
- 1 jan 1902 – Kustartilleriet bildas som vapenslag.
- 8 maj 1963 – Första högvaktstjänstgöringen.
- 1994 – Namnbyte till Fjärde kustartilleribrigaden med Karlskrona kustartilleriregemente (KAB 4/KA 2).
- 1998 – Namnbyte till Karlskrona kustartilleriregemente med Andra kustartilleribrigaden (KA 2).
- 1998/1999 – Första utbildningsåret med egna kustjägare.
- 15 mars 2000 – Sista högvaktstjänstgöringen.
- 30 mars 2000 – Riksdagen antar regeringens proposition, vilket innebär att Karlskrona kustartilleriregemente ska avvecklas.
- 26 sept 2000 – Sista skottet med 12/80.
- 31 okt 2000 – Karlskrona kustartilleriregemente avvecklas

## Verksamhet
Vid Karlskrona kustartilleriregemente utbildades på senare år rörliga kustartilleriförband för att kunna bekämpa en landstigande fiende med hjälp av rörliga och fasta kustartilleripjäser. De rörliga pjäserna bestod av det så kallade 12/80-systemet. Detta var en artilleripjäs som sköt direktriktad och indirekt eld mot fientliga fartyg för att sänka eller försätta dem ur stridbart skick. Man använde en mätstation som skickade måldata till pjäsen som riktades in efter målets fart och kurs. Eldröret eleverades och riktades framför målet så att målet skulle segla in i granatens bana i luften. KA 2 utbildade även förband med tunga kustrobotar (Robot 08 och Robot 15). Robot 15 är sedan 2016 åter i tjänst som kustrobot. Robot 15 används också av svenska flygvapnet, där de avfyras från JAS 39 Gripen, samt i flottan där de avfyras från olika fartygstyper, som kustkorvetter.
Innan Kustartilleriet omvandlades till Amfibiekåren, fanns rörliga förband och fasta förband. Ryggraden var det fasta sjöfrontsartilleriet och detta skulle ersättas eller kompletteras med rörliga enheter. De rörliga förbanden skulle om möjligt utgöra en överraskning för en angripare. 
Karlskrona kustartilleriregemente grundutbildade bemanningen till sina egna fasta förband och alla i Kustartilleriet rörliga förband förutom kustjägarkompanierna som utbildades på KA 1 i Vaxholm. Den så kallade Förbandsutbildningen, det vill säga den tillämpade utbildningen då man utbildades i den terräng där man skulle få sin inledande krigsuppgift. 
De rörliga förbanden bestod av rörliga KA-bataljoner som bestod av KA-batterier med vardera fyra pjäser, 15,2 cm m/37 som ersattes av 12/80-systemet. I KA-bataljonerna fanns tidigare även rörligt 21 cm artilleri. Sista skottet med dessa 21 cm pjäser sköts 1971. Totalt ingick sju batterier med 15,2 cm pjäser m/37 i krigsorganisationen, varav Karlskrona kustartilleriregemente utbildade sex batterier och Gotlands kustartilleriregemente utbildade det sista batteriet.
Vidare fanns det rörliga spärrbataljoner som bestod av ett rörligt KA-batterier med tre 7,5 cm pjäser m/65, ett robotbatteri med Robot 52 (trådstyrd) och en rörlig minspärrtropp. Rörliga spärrbataljoner var fordonsburna men kunde även tilldelas sjötransportmedel för gruppering i skärgårdsmiljö. Rörliga spärrbataljoner kunde bekämpa sjömål i en eller två farleder. Sex rörliga spärrbataljoner ingick i krigsorganisationen, varav Karlskrona kustartilleriregemente utbildade den första avsedd för Västervik/St Annas skärgård samt den sjätte avsedd för Skånes östkust.
Den sista artilleritypen var 12/80 och Karlskrona kustartilleriregemente utbildade två bataljoner, 1. KA-bataljonen avsedd för Skåne och 3. KA-bataljonen som var avsedd för Blekinge. Som kuriosa kan nämnas att 1. KA-bataljonen hade sin andrahandsuppgift i Norrland.
Karlskrona kustartilleriregemente utbildade en rad fasta artilleriförband, varav de modernaste utgjordes av 7,5 cm batteri m/57 (placerade i Malmö, Trelleborg, Ystad, Simrishamn, Karlshamn, Järnavik samt Aspö (Ellenabben) och 12 cm batteri m/70 (placerade i Trelleborg och Ystad).
Det fanns även rörliga spärrkompanier som bestod av robotbatteri med robot 52 och rörlig minspärrtropp. Rörliga spärrkompanier hade egna båttransportmedel. Spärrkompanier kunde bekämpa sjömål i ett inlopp, oftast framför hamnar eller i trånga farleder. Rörliga spärrkompanier hade en kompetens och ledningsfunktion som gav utrymme för att kunna leda ytterligare förband, till exempel markstridsplutoner, luftvärn eller befintligt fast KA-artilleri. Det fanns också fristående robotbatterier (robot 52). Dessa hade inga egna transportmedel, utan tilldelades transportmedel när de skulle omgrupperas. Fristående robotbatterier användes som förstärkning av försvaret i trånga farleder.

## Ingående enheter

### 1.tunga kustrobotbatteriet
Från 1968 började Karlskrona kustartilleriregemente utbilda personal till krigsförband av typen tungt kustrobotbatteri 08 beväpnade med Robot 08. Detta var ett strategiskt vapensystem, som skulle sättas in mot landstigningsstyrkor långt ute till havs. Räckvidden var mycket stor och tanken var att ett stort antal robotar skulle anfalla en landstigningsstyrka samtidigt, för att säkerställa att ett antal mål slogs ut trots motverkande luftvärnseld. Robotanfallen skulle samordnas med andra försök att försvaga landstigningsstyrkorna, till exempel genom samordnade anfall med flottans ubåtar och flygvapnet.
I försvarsbeslutet 1987 planerade man för fyra enheter av tungt kustrobotbatteri 90 beväpnade med Robot 15KA som ersättning för de tidigare tungt kustrobotbatteri 08 vars beväpning började bli föråldrad. Senare minskades beställningen till endast ett batteri till förmån för satsningar på ubåtarna av Västergötlandklass. Detta enda batteri ingick i Kustartilleriets krigsorganisation under benämningen 1. tunga kustrobotbatteriet och utbildades första gången 1995 på Karlskrona kustartilleriregemente, i samband med detta utgick Robot 08. I samband med försvarsbeslutet 2000 så utgick förbandet.

### 3.amfibiebataljonen
Karlskrona kustartilleriregemente tjänstgjorde även som utbildningsplattform för tredje amfibiebataljonen. Kustjägare hade fram till 1998 endast utbildats på Vaxholms kustartilleriregemente, men 1998 ryckte de första kustjägaraspiranterna in på Karlskrona kustartilleriregemente för värnpliktstjänstgöring, och nu kunde man på Karlskrona kustartilleriregemente utbilda en komplett amfibiebataljon med undantag för attackdykare. Ytterligare en årskull med kustjägare utbildades på regementet innan nedläggningen. Amfibiesoldater och kustjägare utbildades på Karlskrona kustartilleriregementes ytterförläggning på Kungsholmen i Karlskrona ytterskärgård. År 1986 beslutade regeringen att inkalla ett större antal värnpliktiga för att minska ungdomsarbetslösheten. Detta gjorde att 1 500 värnpliktiga utbildades under året 1987/1988 och tjänstgöringsdagarna blev cirka 330 000, detta gjorde att Karlskrona kustartilleriregemente var ett av landets största regementen. Den 13 december 1999 avled en värnpliktig under ett vadningsmoment på Tjurkö under amfibiebataljonens utbildningskontroll (kallas idag övning Amfibie).

## Ingående enheter
Vid avvecklingen av Karlskrona kustartilleriregemente utgjordes regementes personalkår av 256 militärer och sju civilanställda.
| Organisation 1917 - Regementsstab - I. bataljonen - 1. kompaniet, före detta 8. artillerikompaniet - 6. kompaniet, nyuppsatt minkompani - 8. kompaniet, före detta 2. yrkeskompaniet - II. bataljonen - 2. kompaniet, före detta 2. artillerikompaniet - 3. kompaniet, före detta 10. artillerikompaniet - 4. kompaniet, före detta 10. artillerikompaniet - 7. kompaniet, före detta 2. minkompaniet - III. bataljonen - 5. kompaniet, före detta 4. artillerikompaniet - 9. kompaniet, nyuppsatt artillerikompani | Organisation 1927 - Regementsstab - I. bataljonen - 1. kompaniet, Västra Hästholmen - 6. kompaniet, minkompani - 8. kompaniet, yrkeskompani - II. bataljonen - 3. kompaniet, Kungsholmen - 4. kompaniet, Aspöberg - 7. kompaniet, minkompani - III. bataljonen - 2. komapniet, luftvärn - 5. kompaniet, rörligt artilleri |

| Organisation 1956 - Regementsstab - Spärrbataljon - 1. batteriet, del av före detta 11. kompaniet - 2. batteriet, före detta 1-. och 2. kompaniet - 3. batteriet, del av före detta 11. kompaniet - Artilleribataljon - 4. batteriet, del av före detta 11. kompaniet - 5. batteriet, före detta 4-. och 5. kompaniet - 6. batteriet, utbildning på 21 cm kanon. - Minutläggningsdivision, före detta 12. kompaniet - Mekanikerskolan - Förplandsskolan - Kasernbatteri, före detta 13. kompaniet | Organisation 1972 - Regementsstab - Spärrbataljon - 1. batteriet, samband och stridsledning - 2. batteriet, fast sjöfrontsartilleri - 3. batteriet, minutläggningsdivision, min- och båttjänst - Artilleribataljon - 4. batteriet, robottjänst - 5. batteriet, motortjänst - 6. batteriet, rörlig artilleritjänst - Mekanikerskolan - Förplandsskolan - Kasernbatteri |

| Organisation 1994 - Regementsstab - Depåbataljonen - Grundutbildningsbataljonen - Stabsbatteri, sambands- och luftvärnstjänst - Artilleribatteri, rörlig och fast artilleritjänst - Amfibiekompaniet, robot-, markstrids- och granatkastartjänst - Min- och båtkompaniet, min- och båttjänst, ubåtsskydd - Skyddsavdelningen, central utbildning för skyddstekniker | Organisation 1997 Den 1 oktober 1996 delades Grundutbildningsbataljonen i Amfibiebataljonen och Kustartilleribataljonen. - Regementsstab - 3. amfibiebataljonen - Kustjägarkompaniet, kustjägarutbildningen - Amfibiekompaniet, minutläggningsdivision, ubåtsskyddskompani och båtskola - Stabskompani, granatkastarkompani och brigadspaningskompani - KA-bataljonen - 1. kustartilleribataljonen, rörlig artilleritjänst - Brigadstabsbatteri, med tung kustrobot - Brigadluftvärnskompani - Brigadunderhållskompani, med skyddstjänstavdelningen - Tekniska kompaniet - Depåkompaniet |

## Förläggningar och övningsplatser
Kungsholmen har varit militärt bemannad kontinuerligt sedan 1680. Efter KA 2:s nedläggning tog Marinbasen över Kungsholmen. Troligtvis är Kungsholmen den militära plats som varit kontinuerligt bemannad längst i världen.
- Vallgatan – 1 januari 1902–1943
- Oscarsvärn – 1 januari 1902–6 december 1973
- Gräsvik – 1943–1981
- Rosenholm – 1973–31 oktober 2000
- Kungsholmen – 1 januari 1902–31 oktober 2000
- Västra Hästholmen – 1902–1964
- Aspö Mad – 1 januari 1902–1957
- Almö – 1902–1954
- Grebbegården – 1939–cirka 1970

## Heraldik och traditioner

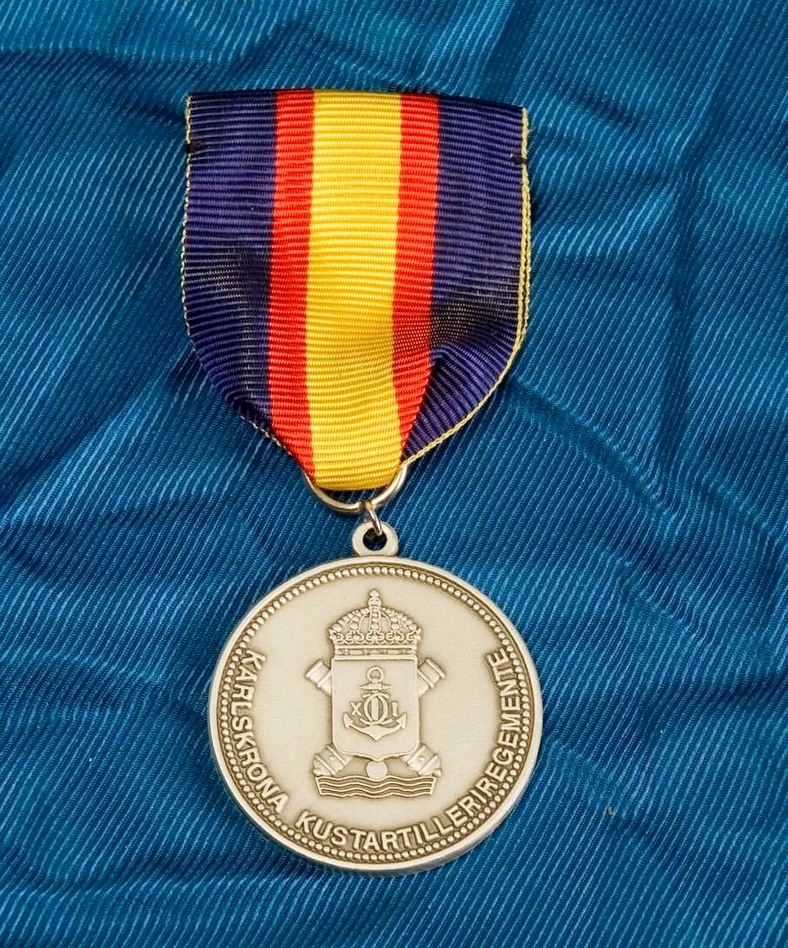
KarlskaregMSM

När regementet bildades antogs "Karlskronas artillerikårs marsch" (Heimdahl) som förbandsmarsch. Den 1 april 1910 antogs och fastställdes "Karlskrona kustartilleriregementes marsch" (Sjögren)). Den 1 juni 1945 mottog regementet sin första fana, vilken överlämnades av kung Gustaf V på Stockholms slott. Fanan fördes åren 2001–2004 av Sydkustens marinbas. I samband med att regementet upplöstes och avvecklades, instiftades år 2000 Karlskrona kustartilleriregementes minnesmedalj i silver (KarlskaregMSM).

## Förbandschefer
Under den period som Karlskrona kustartilleriregemente existerade, 1 januari 1902 – 31 oktober 2000, hade regementet 22 regementschefer. Dessutom fanns under tiden två tillförordnade chefer, som upprätthöll befattningen under längre tid.

- 1902–1907: Otto Ludvig Beckman
- 1907–1914: Carl Gustaf Ahlborn
- 1914–1924: Sam Bolling
- 1924–1925: Arthur Edström
- 1925–1929: Theodor Hasselgren
- 1929–1935: Hans Malmberg
- 1935–1941: Hjalmar Åström
- 1940–1941: Carl Claus, tjf[18]
- 1941–1943: Gösta Möller
- 1943–1947: Alf Nyman
- 1947–1953: Sten Puke
- 1953–1962: Erik Nordling
- 1962–1963: Carl-Fredrik Gillberg
- 1963–1970: Birger Ehnrot
- 1970–1976: Olle Gäfvert
- 1976–1978: Lars Hansson
- 1978–1980: Stefan Furenius
- 1980–1982: Bengt Ekström
- 1982–1985: Kjell Lodenius
- 1985–1991: Roland Hultgren
- 1991–1994: Bengt-Arne Johansson
- 1994–1999: Göran Boijsen
- 1999–2000: Günter Villman

## Namn, beteckning och förläggningsort
| Kungl. Karlskrona kustartilleriregemente                                                          | 1902-01-01 | – | 1974-12-31 |
| Karlskrona kustartilleriregemente                                                                 | 1975-01-01 | – | 1980-06-30 |
| Blekinge Kustartilleriförsvar och Karlskrona försvarsområde med Karlskrona kustartilleriregemente | 1980-07-01 | – | 1994-06-30 |
| Fjärde kustartilleribrigaden med Karlskrona kustartilleriregemente                                | 1994-07-01 | – | 1997-12-31 |
| Karlskrona kustartilleriregemente med andra kustartilleribrigaden                                 | 1998-01-01 | – | 2000-10-31 |
| Avvecklingsorganisation                                                                           | 2000-11-01 | – | 2001-06-30 |

| KA 2       | 1902-01-01 | – | 1980-06-30 |
| BK/KA 2    | 1980-07-01 | – | 1990-06-30 |
| KAB 4/KA 2 | 1990-07-01 | – | 1997-12-31 |
| KA 2       | 1998-01-01 | – | 2000-10-31 |

| Karlskrona garnison (F) | 1902-01-01 | – | 2001-06-30 |

## Galleri

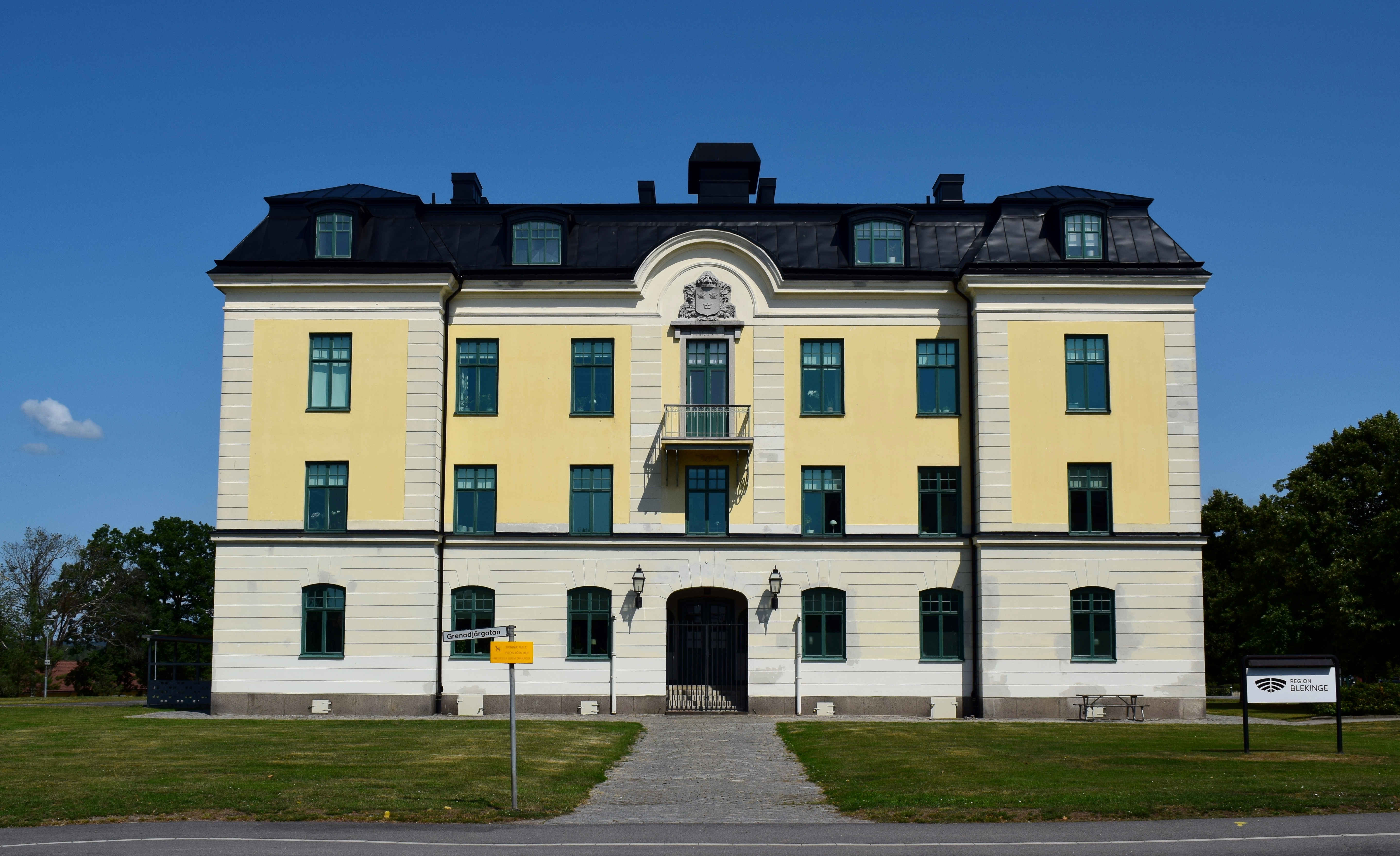
Kanslibyggnaden i Gräsvik.
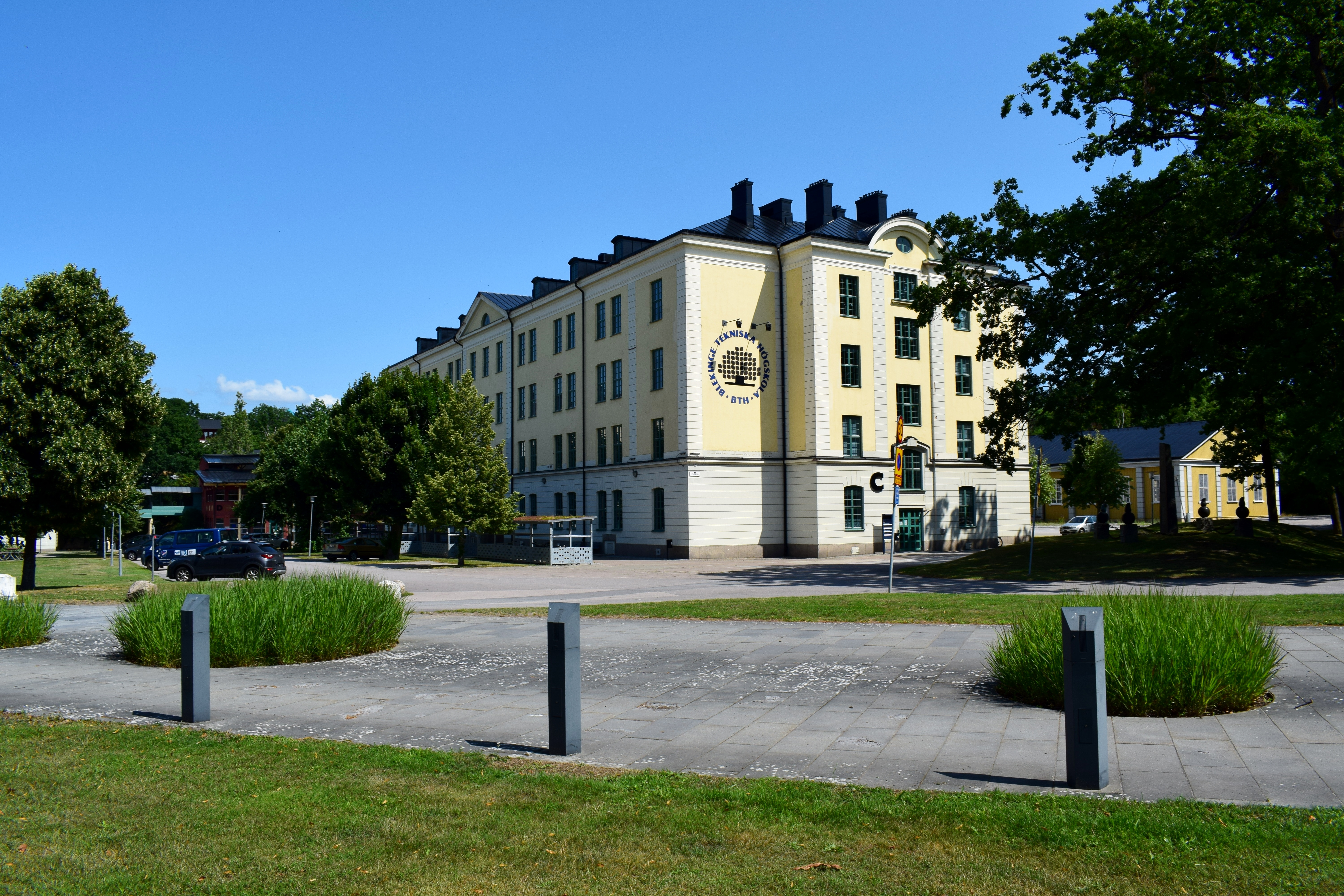
Östra kasernen i Gräsvik.
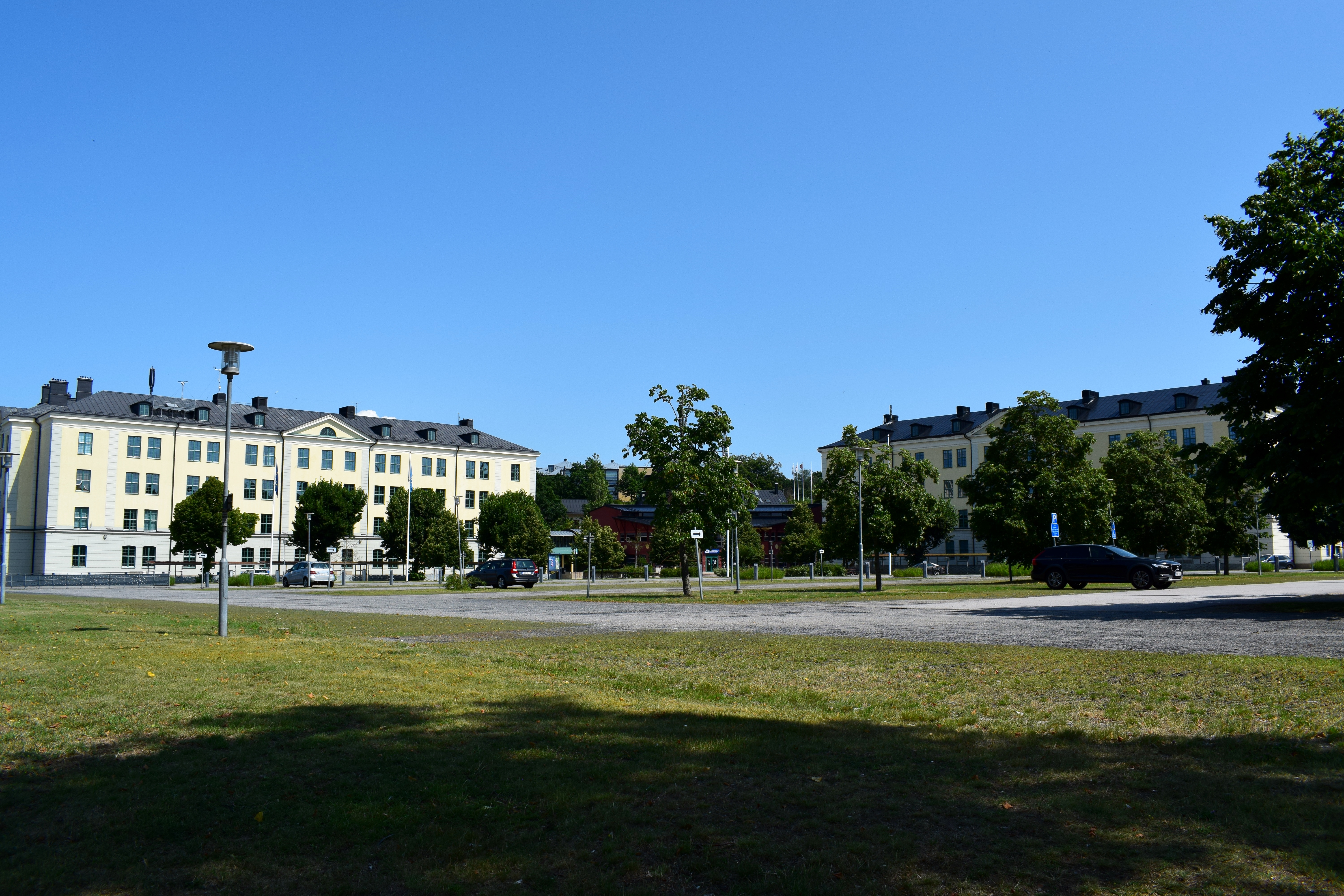
Norra och Östra kasernen i Gräsvik.
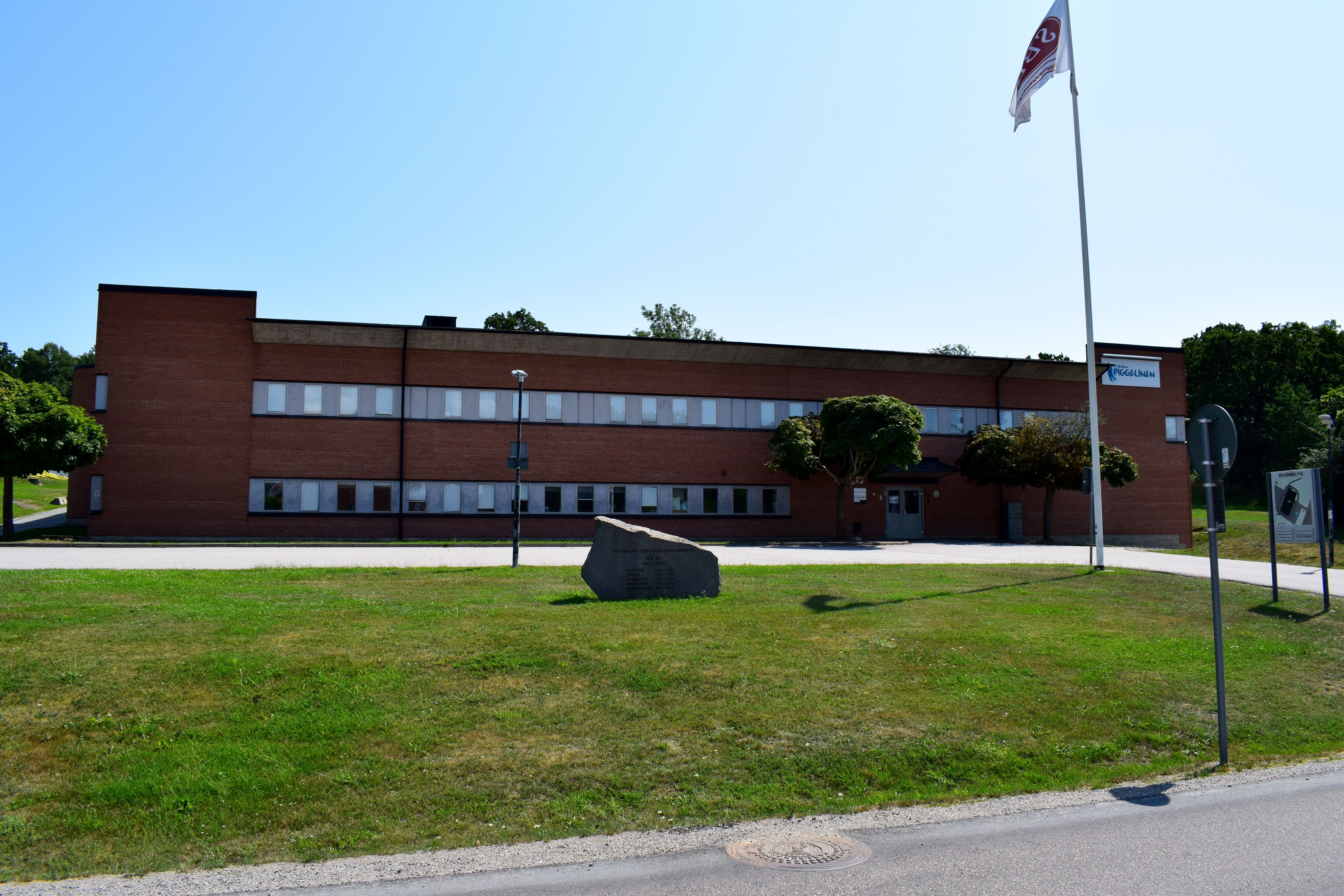
Kanslibyggnaden i Rosenholm.
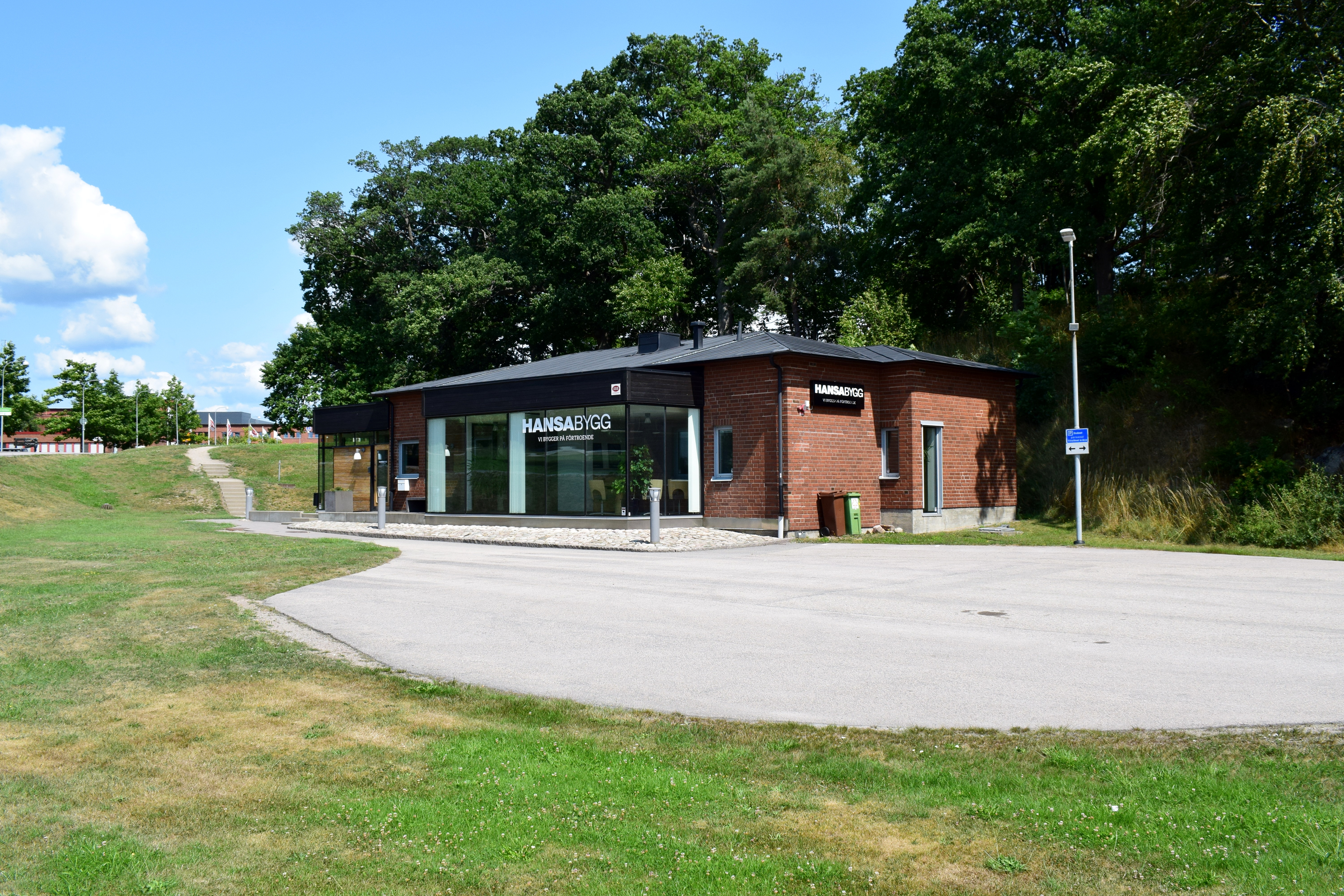
Vaktkasernen i Rosenholm.
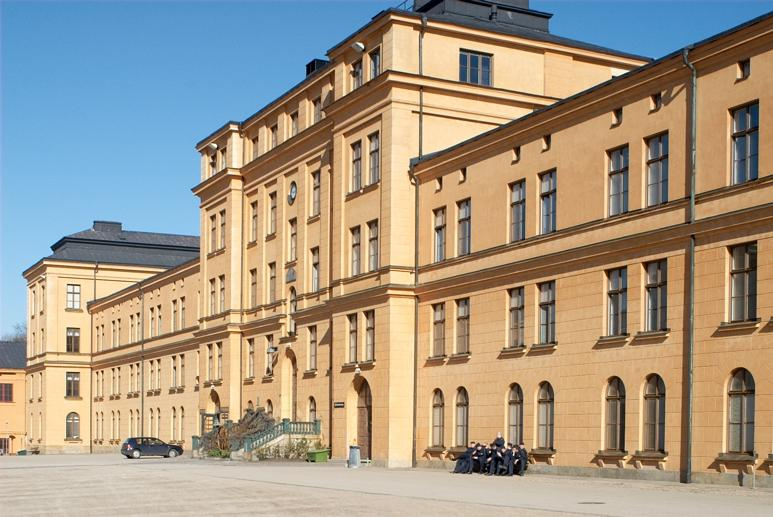
Kasern Jarramas
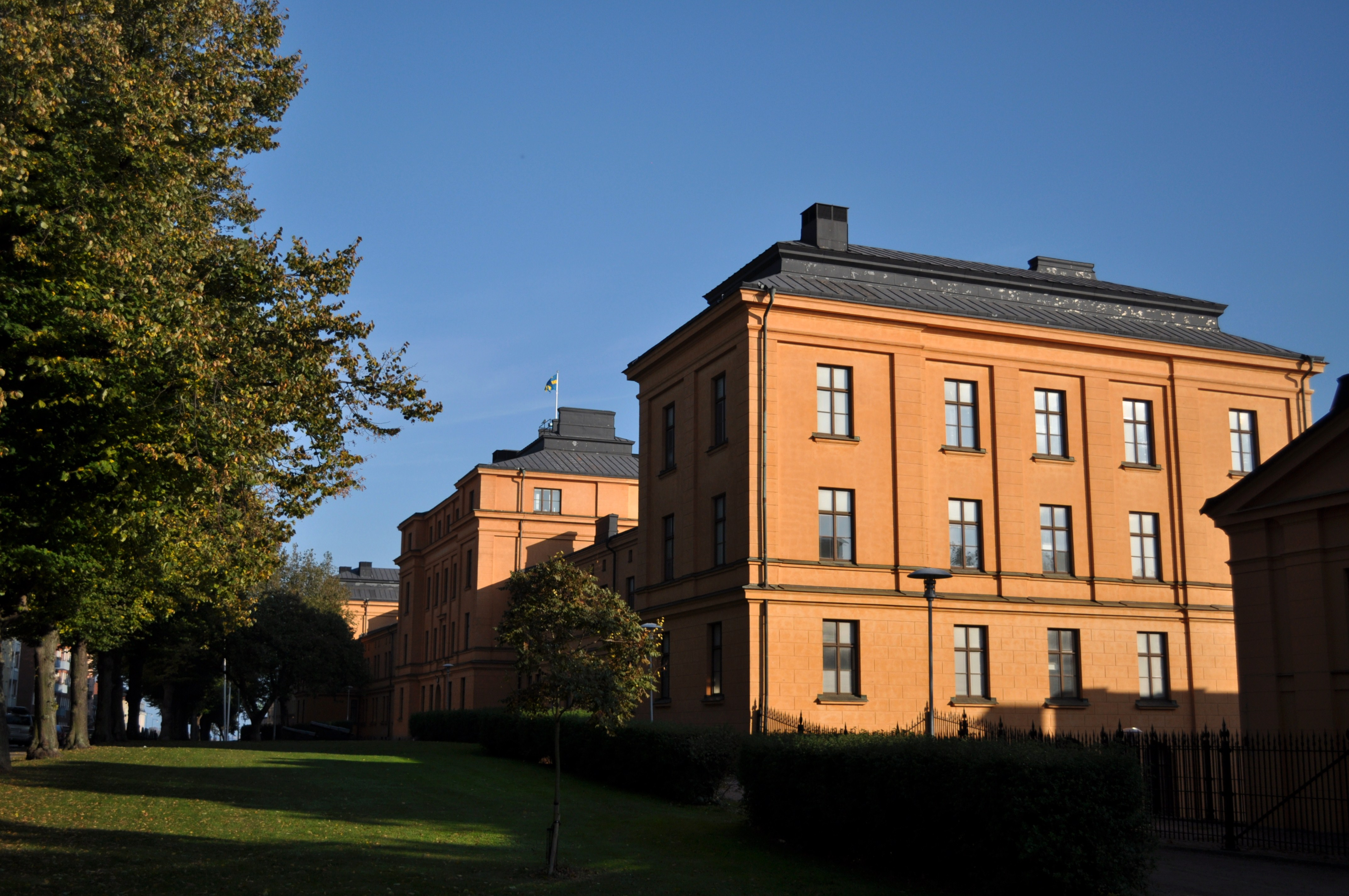
Bataljon af Trolle
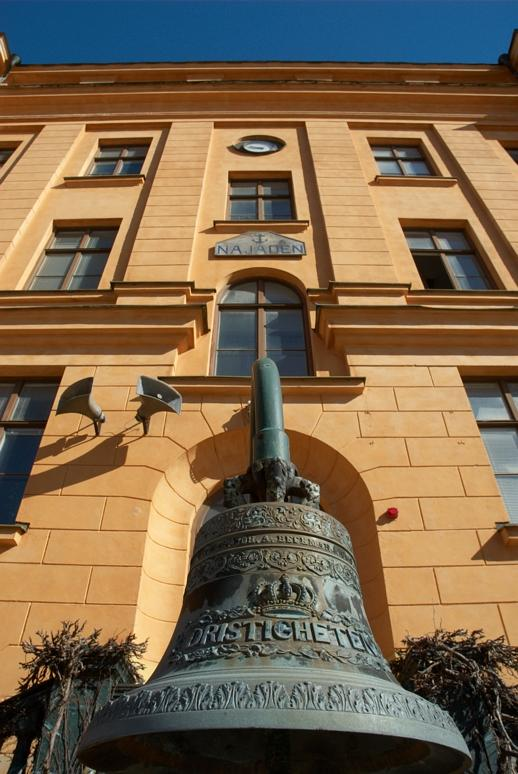
Kasern Najaden
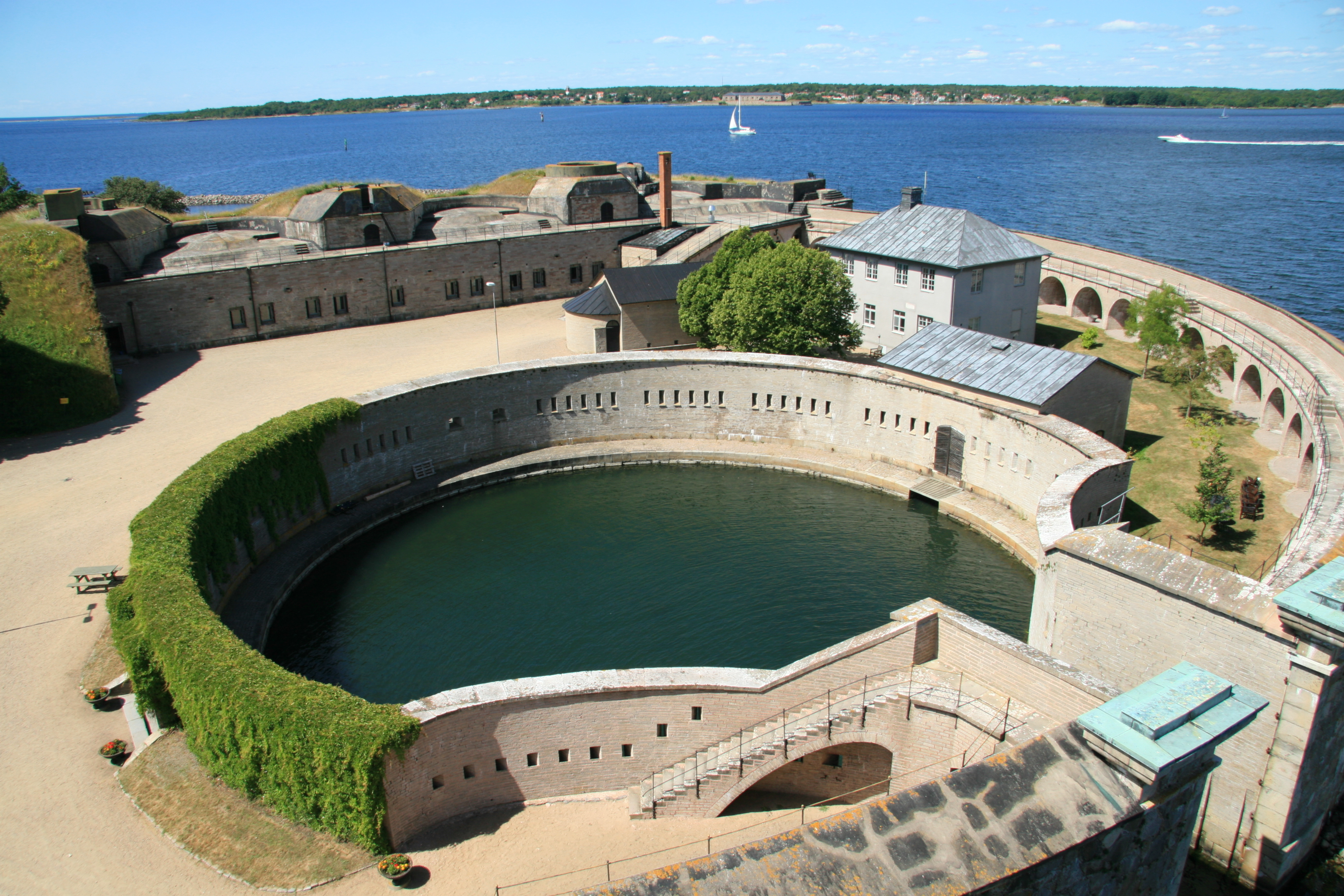
Kungsholms fort på Kungsholmen
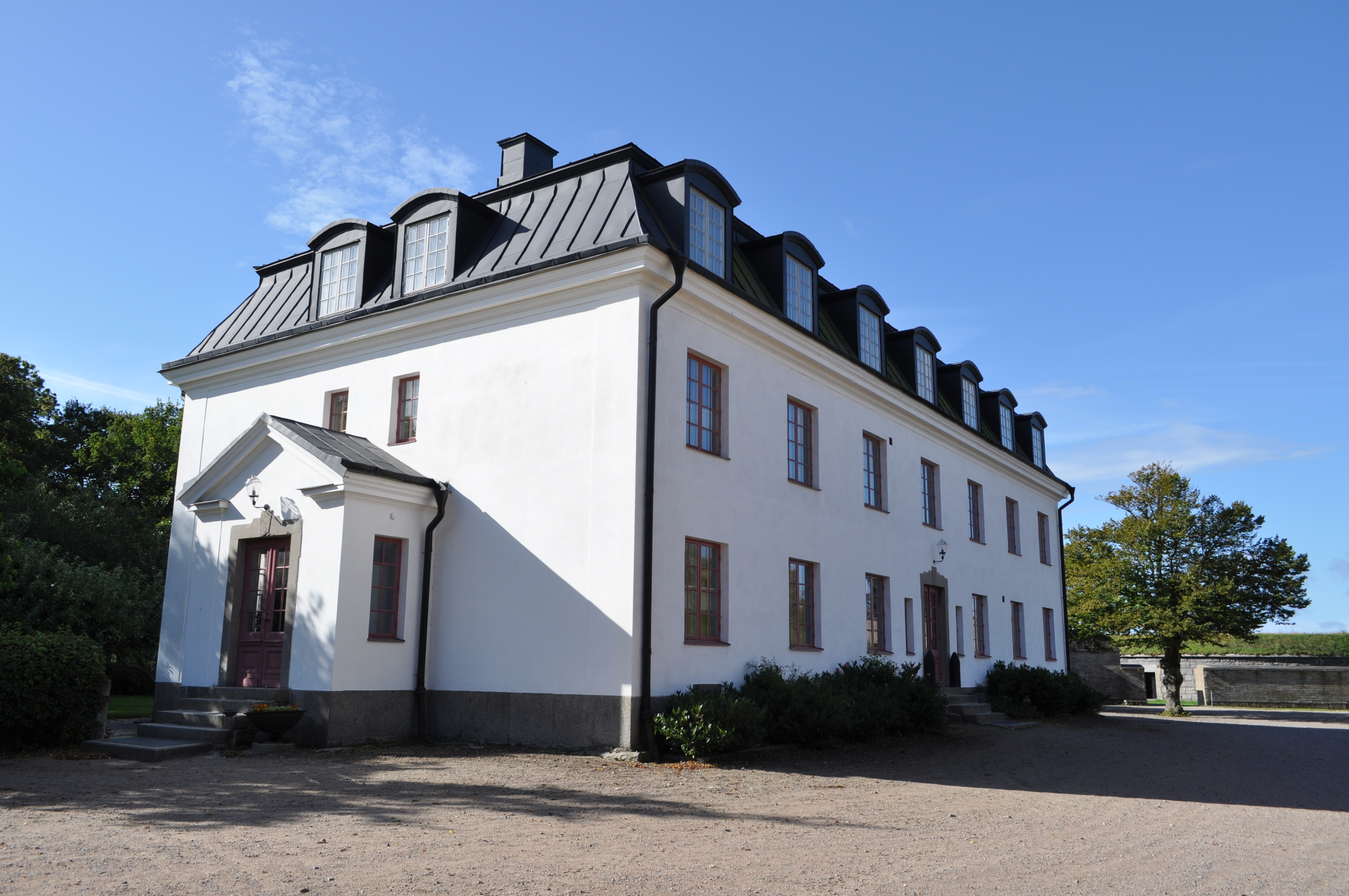
Norra befälshuset på Kungsholms fort
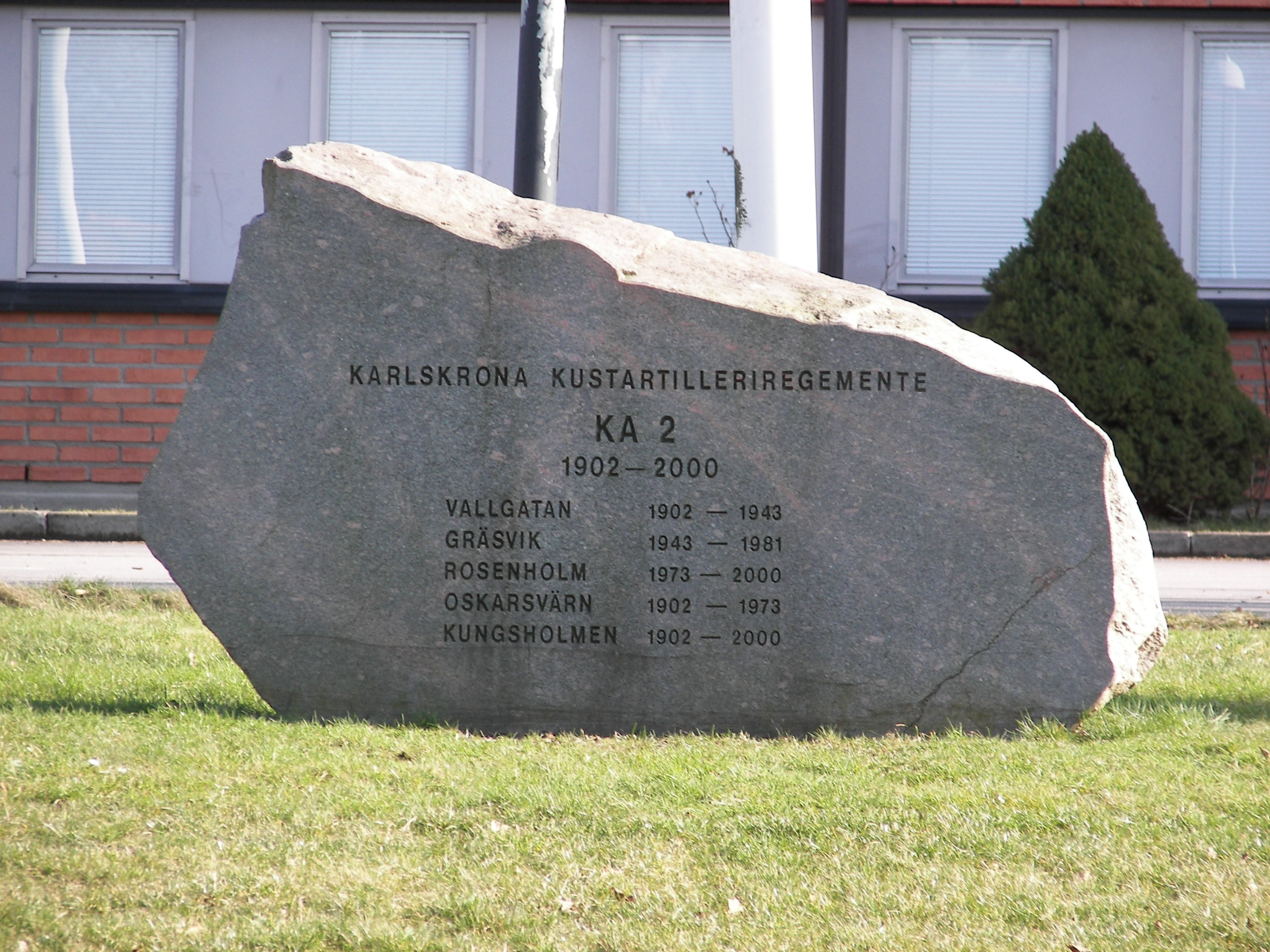
Minnessten över Karlskrona kustartilleriregemente